# Mr. X auf Abwegen
Mr. X auf Abwegen (Originaltitel: Footsteps in the Dark) ist eine US-amerikanische Kriminalkomödie von Regisseur Lloyd Bacon aus dem Jahr 1941. Sie ist eine Adaption des Theaterstücks Blondie White von Ladislaus Fodor, Bernard Merivale und Jeffrey Dell.

## Handlung
Francis Warren ist ein angesehener Finanzberater. Unter dem Pseudonym F. X. Pettijohn schreibt er erfolgreich Detektivgeschichten. Nur sein Chauffeur und sein Freund, der Polizeiinspektor Mason, wissen von diesem heimlichen Doppelleben. Bei einer Radiorezension zerreißt Mason Warrens neuestes Buch „Mr. X auf Abwegen“, was diesen verärgert. Als ein Mann tot aufgefunden wird, der sich am Tag zuvor bei dem Finanzberater als Juwelier und potentieller Großanleger vorgestellt hatte, will Warren dem Polizeiinspektor beweisen, dass er der bessere Ermittler ist. Im Gegensatz zu Warren glaubt der Inspektor nicht an einen Mord. Warren nähert sich in der Rolle eines texanischen Ölbarons dem Revue-Girl Blondie White, die er für die Hauptverdächtige hält. Allerdings hat sie ein Alibi: Zur Tatzeit war sie beim Zahnarzt Dr. Davis, der dies auch bestätigt.
Inzwischen schöpft Warrens misstrauische Frau Rita Verdacht und beauftragt angestachelt durch ihre Mutter einen Privatdetektiv. Als dieser sieht, wie sich Warren mit Blondie trifft, glaubt er an ein Verhältnis zwischen den beiden. Dann bekommt Warren von Blondie einen Schließfachschlüssel. Darin findet er wenig später gestohlene Juwelen. Im gleichen Augenblick wird sie ermordet. Inspektor Mason verdächtigt jetzt nicht nur Warren des Mordes, sondern auch dessen Frau Rita, die zum Zeitpunkt des Mordes ihre vermeintliche Nebenbuhlerin besuchen wollte und dabei am Tatort gesehen wurde.
Warren kehrt fluchtartig nach Hause zurück und versucht, Rita zur Abreise zu überreden, damit sie nicht verhaftet wird. Als die Polizei auftaucht, flieht er und begibt sich zum Zahnarzt, den er inzwischen als Blondies Komplizen erkannt hat. Dort gibt er vor, sich einen Zahn ziehen zu lassen, und tauscht heimlich das Gift gegen Wasser aus, das der Arzt anstatt des Betäubungsmittels spritzen will. Als die Polizei kurz darauf auch beim Zahnarzt eintrifft, wird zunächst Warren verhaftet. Kurze Zeit später kann aber der Zahnarzt aufgrund der Aussage von Warren überführt werden.

## Kritiken
„Kriminalistisch-heitere Abenteuer eines Finanzberaters, der seinen Ehrgeiz daran setzt, Detektiv zu spielen“, so das Lexikon des internationalen Films, dessen abschließendes Urteil lautete: „Grotesk und fantastisch erzählt, mit einer Starrolle für Errol Flynn.“ Prisma schrieb, „Errol Flynn brilliert einmal mehr in der Rolle des charmanten Draufgängers und Hochstaplers, der Augen zwinkernd die Wonnen eines bürgerlichen Doppelgängerlebens vorführt“. Der Film von Lloyd Bacon „überzeugt durch schlagfertige Dialoge und erweist sich als zeitlos-vergnügliche Krimikomödie mit parodistischer Eleganz“. Cinema fand Mr. X auf Abwegen „eher öde, trotz des charismatischen Stars“.

## Synchronisation
Eine deutsche Synchronfassung entstand 1963 bei der Bavaria Atelier GmbH in München nach dem Dialogbuch von Erich Ebert.
| Rolle           | Darsteller      | Synchronsprecher  |
| --------------- | --------------- | ----------------- |
| Francis Warren  | Errol Flynn     | Erik Schumann     |
| Rita Warren     | Brenda Marshall | Margot Leonard    |
| Inspektor Mason | Alan Hale Sr.   | Klaus W. Krause   |
| Dr. Davis       | Ralph Bellamy   | Niels Clausnitzer |
| Blondie White   | Lee Patrick     | Maria Landrock    |
| Wilfried        | Allen Jenkins   | Erich Ebert       |
| Hopkins         | William Frawley | Bum Krüger        |
| Monahan         | Roscoe Karns    | Leo Bardischewski |